# Létrafarkú lappantyú
A létrafarkú lappantyú (Hydropsalis climacocerca) a madarak (Aves) osztályának a lappantyúalakúak (Caprimulgiformes) rendjéhez, ezen belül a lappantyúfélék (Caprimulgidae) családjához tartozó faj.

## Rendszerezése
A fajt Johann Jakob von Tschudi svájci ornitológus írta le 1844-ben, a Caprimulgus nembe Caprimulgus climacocercus néven.

## Alfajai
- Hydropsalis climacocerca schomburgki (P. L. Sclater, 1866) - Venezuela keleti része, Guyana, Suriname és Francia Guyana
- Hydropsalis climacocerca climacocerca (Tschudi, 1844) - az Amazonas-medence nyugati része (Kolumbia, Ecuador, Peru, Bolívia és Nyugat-Brazília
- Hydropsalis climacocerca pallidior (Todd, 1937) - Közép- Brazília nyugati része (a Santarém folyó környéke Pará állam nyugati részén
- Hydropsalis climacocerca intercedens (Todd, 1937) - Brazília középső része (az Obidos folyó környéke Pará állam nyugati részén
- Hydropsalis climacocerca canescens (Griscom & Greenway, 1937)[2] -  Közép- Brazília nyugati része (a Tapajós folyó környéke Pará állam nyugati részén

## Előfordulása
Bolívia, Brazília, Ecuador, Francia Guyana, Guyana, Kolumbia, Peru, Suriname és Venezuela területén honos. Természetes élőhelyei a szubtrópusi vagy trópusi nedves cserjések, tavak, folyók és patakok környékén. Állandó, nem vonuló faj.

## Megjelenése
Testhossza 23–28 centiméter, testtömege 42-52 gramm.
|  |  |

## Életmódja
Valószínűleg rovarokkal táplálkozik.

## Természetvédelmi helyzete
Az elterjedési területe rendkívül nagy, egyedszáma pedig stabil. A Természetvédelmi Világszövetség Vörös listáján nem fenyegetett fajként szerepel.